# 雅沃内
雅沃内（法語：Javené，法語發音：[ʒavne]）是法国伊勒-维莱讷省的一个市镇，属于富热尔-维特雷区。

## 地理
雅沃内（48°19'9"N, 1°12'57"W）面积18.45 平方千米，位于法国布列塔尼大區伊勒-维莱讷省，该省份为法国西北部沿海省份，位于布列塔尼半岛东部，北濒大西洋，西接阿摩尔滨海省和莫尔比昂省，南至大西洋卢瓦尔省，西南端接曼恩-卢瓦尔省，东临马耶讷省，东北与芒什省接壤。
与雅沃内接壤的市镇（或旧市镇、城区）包括：比耶、富热尔、莱库斯、帕尔塞、罗马涅、拉塞勒昂吕特雷、吕特雷-栋皮埃尔。

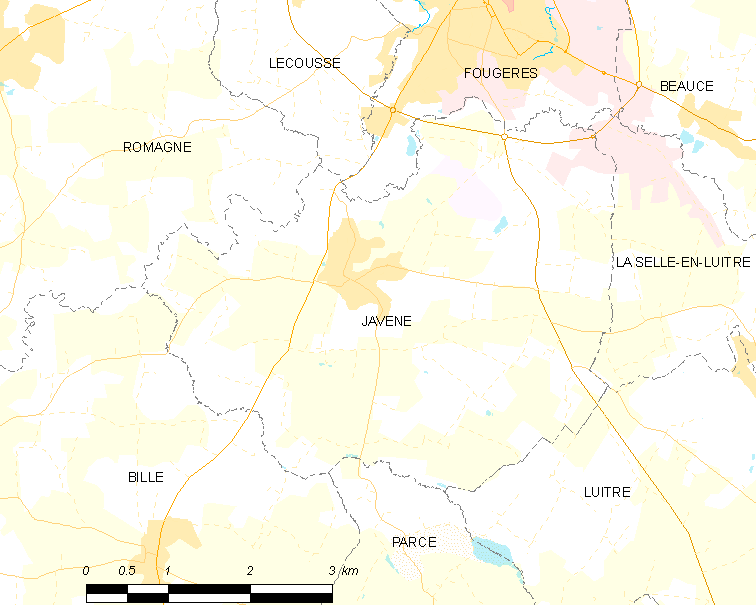
雅沃内的OSM定位图

雅沃内的时区为UTC+01:00、UTC+02:00（夏令时）。

## 行政
雅沃内的邮政编码为35133，INSEE市镇编码为35137。

## 政治
雅沃内所属的省级选区为富热尔第一县、canton of Fougères-Sud。

## 人口

1962-2008年间雅沃内人口变化图示

雅沃内于2022年1月1日时的人口数量为2185人。